# キンモクセイ (絢香の曲)
『キンモクセイ』は日本の歌手絢香の14作目の配信限定シングル

## 解説
シングルとしては『Blue Moon/Hello, Again 〜昔からある場所〜』より約3ヶ月ぶりとなる。
本作は発売前に行われていた全国ツアーにて疲労されていた楽曲であり、披露後、音源化の声が多く集まったことでリリースが決定したのだと言う。
また、本作は後に発売された6thアルバム『LOVE CYCLE』の先行シングルとなっており、レコーディングにはKing Gnuの新井和輝と、石若駿、真壁陽平が参加した。
誰もが1度は抱いたことのある片想いの淡い想いを描いた楽曲となっており、ビデオ・クリップには俳優の宮世琉弥が出演し、知的でシャイな学生を演じており、相手役に元E-girlsの坂東希が演じた。
また、本作のビデオ・クリップは千葉県柏市にある麗澤大学にてロケが行われている。

## 収録曲
1. キンモクセイ (4:29)
作詞・作曲：絢香 / 編曲：河野圭